# Френсіс Клівленд
Френк Клара Фолсом, змінила на Френсіс, у шлюбах Клівленд Престон (21 липня 1864 р. – 29 жовтня 1947) — перша леді США з 1886 по 1889 і знову з 1893 по 1897 (у шлюбі з президентом Гровером Клівлендом). Ставши першою леді у 21 рік, вона залишається наймолодшою дружиною чинного президента.

## Раннє життя
Народилася в Буффало, штат Нью-Йорк, 21 липня 1864 року в сім'ї Емми (до шлюбу Гармон) та юриста Оскара Фолсома, нащадка перших європейських поселенців Ексетера у Нью-Гемпширі. Вона була старшою з двох дітей. Її сестра Неллі Августа померла в дитинстві (1872). Усі предки Френк Фолсом були вихідцями з Англії та оселилися на території Массачусетса, Род-Айленда та Нью-Гемпшира, зрештою мігруючи до західного Нью-Йорка.
Названа Френк на честь дядька, пізніше вирішила змінила ім'я жіночий варіант Френсіс (англ. Frances). Гровер Клівленд, давній близький друг її батька, зустрів її немовлям, коли йому було 27 років. Він купував їй дитячу коляску. Коли 23 липня 1875 року її батько загинув у автомобільній катастрофі, не написавши заповіту, суд призначив Клівленда адміністратором його маєтку.

Френсіс відвідувала Центральну середню школу в Буффало та старшу школу в Медіні штату Нью-Йорк, потім Веллс-коледж в Аврорі штату Нью-Йорк. Коли Френсіс з матір'ю відвідала Вашингтон навесні 1885 року, Клівленд запропонував їй шлюб. Вони одружилися 2 червня 1886 року в Блакитній кімнаті Білого дому. Клівленду було 49 років, Френсіс — 21.

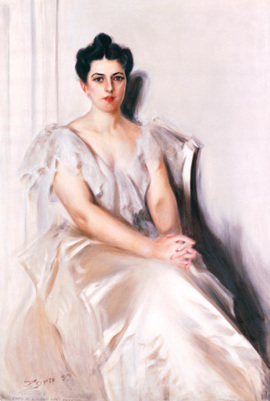
Френсіс Клівленд, Андерс Цорн, 1899

У шлюбі з Клівлендом народила шістьох дітей: Рут (1891—1904), Естер (1893—1980), Меріон (1895—1977), Річард (1897—1974) і Френсіс (1903—1995). Їх онукою була британська філософиня Філіппа Фут.
Після смерті чоловіка в 1908 році Френсіс Клівленд залишилася в Прінстоні, штат Нью-Джерсі. 10 лютого 1913, у віці 48 років, одружилася з Томасом Дж. Престоном-молодшим, професором археології її альма-матеррі Веллс-коледжа, ставши першою президентською вдовою, яка одружилася вдруге. Коли в серпні 1914 року почалася Перша світова війна, Клівленд Престон відпочивала в Санкт-Моріці у Швейцарії з дочками Маріон, Естер та сином Френсісом. Вони повернулися до США через Геную 1 жовтня 1914 року. Незабаром після цього увійшла до провоєнної Ліги національної безпеки, ставши директоркою Бюро спікера та «Комітету патріотизму через освіту» у листопаді 1918 року.
Френсіс Клівленд мала суперечки в Лізі національної безпеки, заявивши, що значні верстви населення були неасимільовані і в певному сенсі заважали країні належним чином працювати разом. Викликавши обурення серед рядового і начальницького складу організації, бажаючи психологічно навчити школярів бути прихильниками війни, вона пішла у відставку 8 грудня 1919 року. Вона також виступала проти виборчого права жінок, стверджуючи, що «жінки ще не були достатньо розумними, щоб голосувати». У травні 1913 року вона була обрана віцепрезиденткою «Асоціації Нью-Джерсі проти виборчого права жінок» і президентклю відділення в Прінстоні.
Під час Великої депресії 1930-х років очолювала Американську гільдію рукоділля, яка проводила акції одягу для бідних.

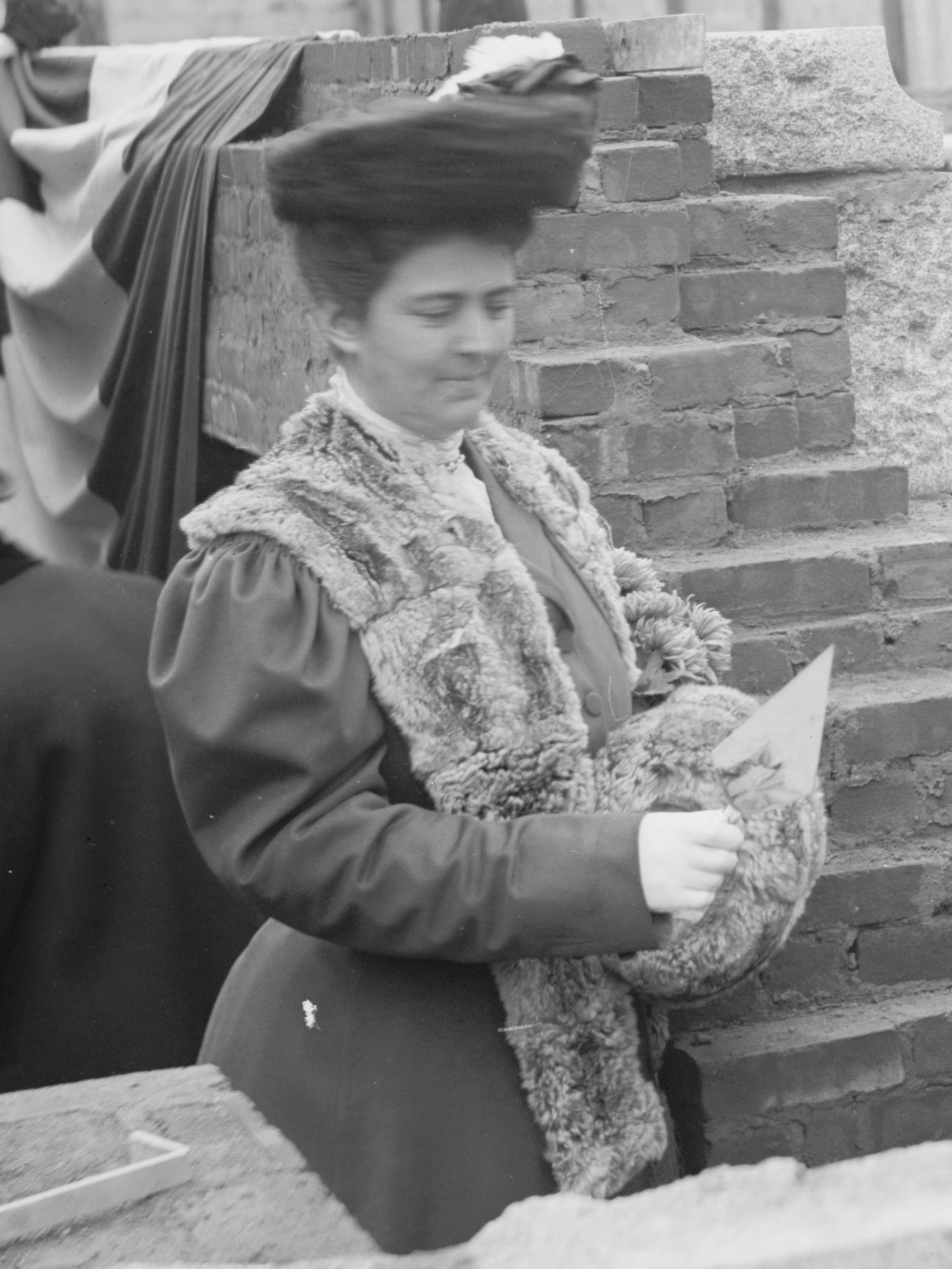
Пані Френсіс Клівленд з кельмою на церемонії заснування будівлі

Перебуваючи в будинку свого сина Річарда на його 50-річчя в Балтіморі, Клівленд померла уві сні у віці 83 років 29 жовтня 1947 року. Її поховали на Прінстонському цвинтарі поруч із президентом Клівлендом, її першим чоловіком.
На честь Френсіс Клівленд названий Клівленд Гол, побудований в 1911 році на території кампусу Веллс-коледжу. Спочатку в будівлі була бібліотека, а зараз у там проводяться курси іноземної мови, а також курси жіночих студій та знаходиться продуктова комора.